# Tapajosa similis
Tapajosa similis är en insektsart som först beskrevs av Melichar 1925.  Tapajosa similis ingår i släktet Tapajosa och familjen dvärgstritar. Inga underarter finns listade i Catalogue of Life.